# کارآگاهان خصوصی
کارآگاهان خصوصی (انگلیسی: The Private Eyes) یک فیلم کمدی در ژانر اسلپ‌استیک است که در سال ۱۹۷۶ منتشر شد. از بازیگران آن می‌توان به ساموئل هویی، ریکی هویی و شی کی‌ین اشاره کرد.